# Арадо Ar 96
Арадо Ar 96 био је напредни тренажни авион израђен од стране Арадо развојног тима 1938. године. Постао је стандардни напредни тренажни авион Луфтвафе током Другог светског рата.

## Пројектовање и развој
На тендеру Министарства ваздухопловства Трећег рајха 1936. године учествовала је Arado Flugzeugwerke са пројектом који је направио Walter Blume (Валтер Блуме). Прототип овог авиона, покретан мотором Аргус Аs 10c од 240 KS, први пут је полетео 1938.
Године 1939. произведена је почетна серија авиона Аr 96А са мотором који није имао довољно снаге за овакав авион. Кад је био расположив снажнији мотор, уследила је главна производна серија, снажнији Аr 96B, опремљен мотором Аргус Аs 410.

## Технички опис
Труп
Погонска група
Крила
Репне површине:
Стајни трап

## Верзије
- - иницијална верзија која је ушла у производњу.
- - напреднија верзија која је масовно произведена и постала стандард
- - чешка верзија Ar 96B израђена у Авиа-и између 1945.-1950.
- - тренажна верзија без наоружања
- - једносед за обуку пилота у митраљирању
- - ненаоружана верзија за обуку у коришћењу инструмената током лета
- - француска верзија Ar 396, направљена 28 комада
- - напреднији модел претходне SIPA S.10 верзије, коришћен у Француском ваздухопловству. Око 50 примерака.
- - напреднији модел  верзије
- - напреднији модел  верзије

## Оперативно коришћење
Авион Арадо Ar 96 је коришћен за напредну, прелазну обуку пилота од почетне на двокрилцима до летења на оперативним ловцима Ме.109 или Fw.190, као и ноћно, инструментално летење и тренажу пилота. За време рата је масовно коришћен, произведен је у великом броју 11.500 примерака. Производио се у више фабрика авиона у Немачкој и окупираној Чешкој у фабрикама Летов и Авиа. У Чехословачкој је производња настављена неколико година после рата, под ознаком Авиа C-2.
Када је у току рата дошло до несташице стратешких материјала (алуминијума и високолегираних челика) направљена је дрвена верзија овог авиона Ar 396 која се производила у Француској. Производња металне верзије овог авиона у Француској је трајала до 1958. године, Тако да је производња овог авиона трајала читавих 20 година. Французи су авион Арадо Ar 96 користили у борбеним операцијама у Алжирском рату.
Авион  Арадо Ar 96 је ушао у историју по једном несвакидашњем догађају. Наиме, током вечери 28. априла 1945. пилот Хана Рајтш са тадашњим командантом Луфтвафеа, генералфелдмаршалом Робертом Ритером фон Грајмом, одлетела је из опкољеног Берлина, под совјетском ватром у тренажеру Арадо Аr 96, са импровизоване писте у Зоолошком врту.

### Сачувани примерци
Сачувани примерци овог авиона се налазе у следећим музеима:
- Arado Ar 96 B-1 – Deutsches Technikmuseum. Berlin, Germany.
- Arado Ar 96 B-1 – Flyhistorisk Museum. Sola, Norway[3][4].

## Земље које су користиле авион
- Бугарска
- Чехословачка
- Француска
- Нацистичка Немачка
- Мађарска
- Словачка